# Уилсон (Доктор Хаус)
«Уилсон» (англ. «Wilson») — десятый эпизод шестого сезона сериала «Доктор Хаус».

## Содержание
У Уилсона есть один друг Такер, которого он пять лет назад вылечил от лейкемии. В знак благодарности он приглашает Уилсона на охоту, во время которой у Такера возникает паралич руки. КТ головного мозга не выявила никаких признаков микроинсультов, и анализы на рак отрицательные. Вдруг Уилсон замечает, что у Эшли, подруги Такера, герпес на губах, и предположил, что при поцелуе он мог попасть в кровь и вызвать боль в позвоночнике пациента. Это указывает на поперечный миелит. Доктор Хаус имеет своё мнение насчёт Такера: он уверен, что у пациента рецидив лейкемии, на который указывают низкий уровень лейкоцитов и паралич суставов. Хаус даже заключил пари с Уилсоном на $ 100, что у Такера рак, а не что-то другое.
Вскоре Такер говорит, что чувствует покалывание в ноге. Он также просит Уилсона позвонить дочери и попросить её прийти. Впоследствии у пациента возникает сильный кашель и ухудшение работы лёгких. Уилсон решает обратиться за помощью к команде Хауса. Тринадцатая считает, что мужчина заражён аспергиллом. Времени на исследования нет, поэтому Уилсон делает операцию. Хирурги не находят грибок, однако понимают, что у пациента общее повреждение лёгких, что указывает на пневмоцитоз.
Хаус делает анализ и говорит Уилсону, что у Такера острый лимфобластный лейкоз. Рак не вышел за пределы мозга, так что можно лечить. Уилсон делает хирургическое шунтирование, а через некоторое время у пациента возникает паралич ног. Химиотерапия не помогает, поэтому у Такера очень малый шанс вылечиться. Уилсон решает попробовать опасное удвоенное лечение химиотерапией. Вскоре Такеру становится лучше и у него исчезает паралич. Однако Уилсон замечает у него желтуху, что указывает на отказ печени. Такер просит Уилсона отдать ему половину своей печени. После колебаний он соглашается и Такеру пересаживают половину печени Уилсона.

## Музыка
- Джордж Майкл — «Faith»
- А. А. Бонди — «A Slow Parade»

## Эфир и рейтинги
Эпизод «Уилсон» вышел в эфир на телеканале Fox 30 ноября 2009 года. Примерно количество зрителей, смотревших первый показ, оценивается в 13,24 миллиона человек.